# Cattenstedt
Cattenstedt è una frazione della città tedesca di Blankenburg (Harz), nel Land della Sassonia-Anhalt.
Comune indipendente fino al 2009, dal 1º gennaio 2010 è stato incorporato nel comune di Blankenburg (Harz) insieme ai comuni di Heimburg, Hüttenrode, Timmenrode, Wienrode e alla città di Derenburg.

## Storia
La prima menzione di Cattenstedt risale al 1199 nel diplomatarium della città di Halberstadt in cui si cita il legame con la casata "Burcadus de Cattenstede", una famiglia di cavalieri del periodo 1199 - 1287.
All'epoca consisteva in un podere rurale con un mulino, un village green e una chiesa. Nel 1717, dopo diversi cambi di proprietà, venne edificata la casa padronale in stile barocco. Nel tempo ha mantenuto l'aspetto del borgo contadino che in epoche recenti ha assunto una vocazione più turistica con sentieri escursionistici e percorsi cicloturistici.
La torre campanaria della chiesa di San Martino viene fatta risalire al 1204.